# Friedrich I. (Sachsen)

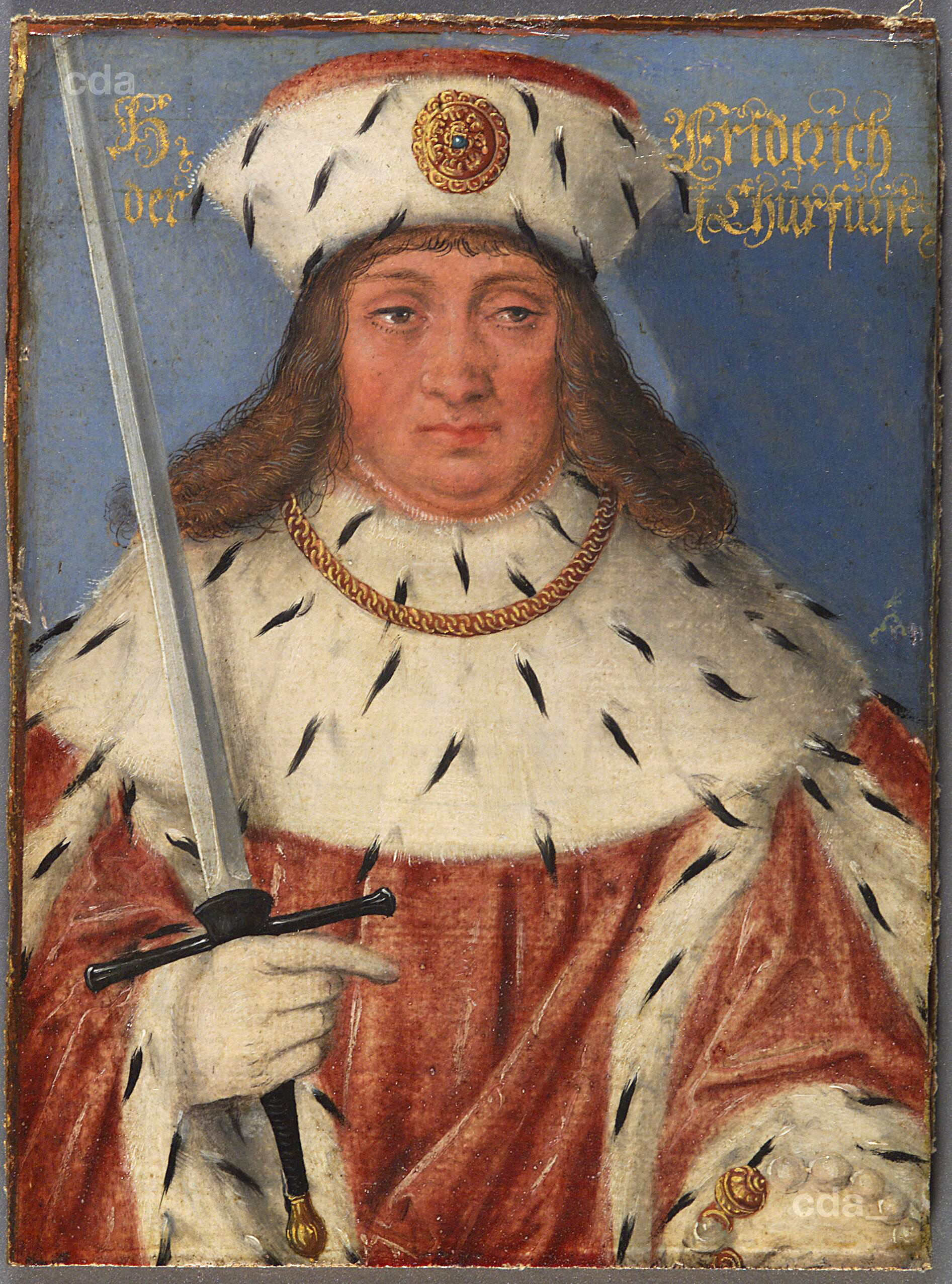
Friedrich der Streitbare, nicht zeitgenössisches Porträt von Lucas Cranach dem Jüngeren

Friedrich IV. der Streitbare (der Ältere) (* 11. April 1370; † 4. Januar 1428 in Altenburg) war ein Fürst aus dem Hause Wettin. Er war seit dem Tod seines Vaters 1381 Markgraf von Meißen und Landgraf von Thüringen und wurde 1423 Herzog, Kurfürst und Pfalzgraf von Sachsen. Mit ihm ging die Kurfürstenwürde für Sachsen von den Askaniern auf die Wettiner über.

## Leben

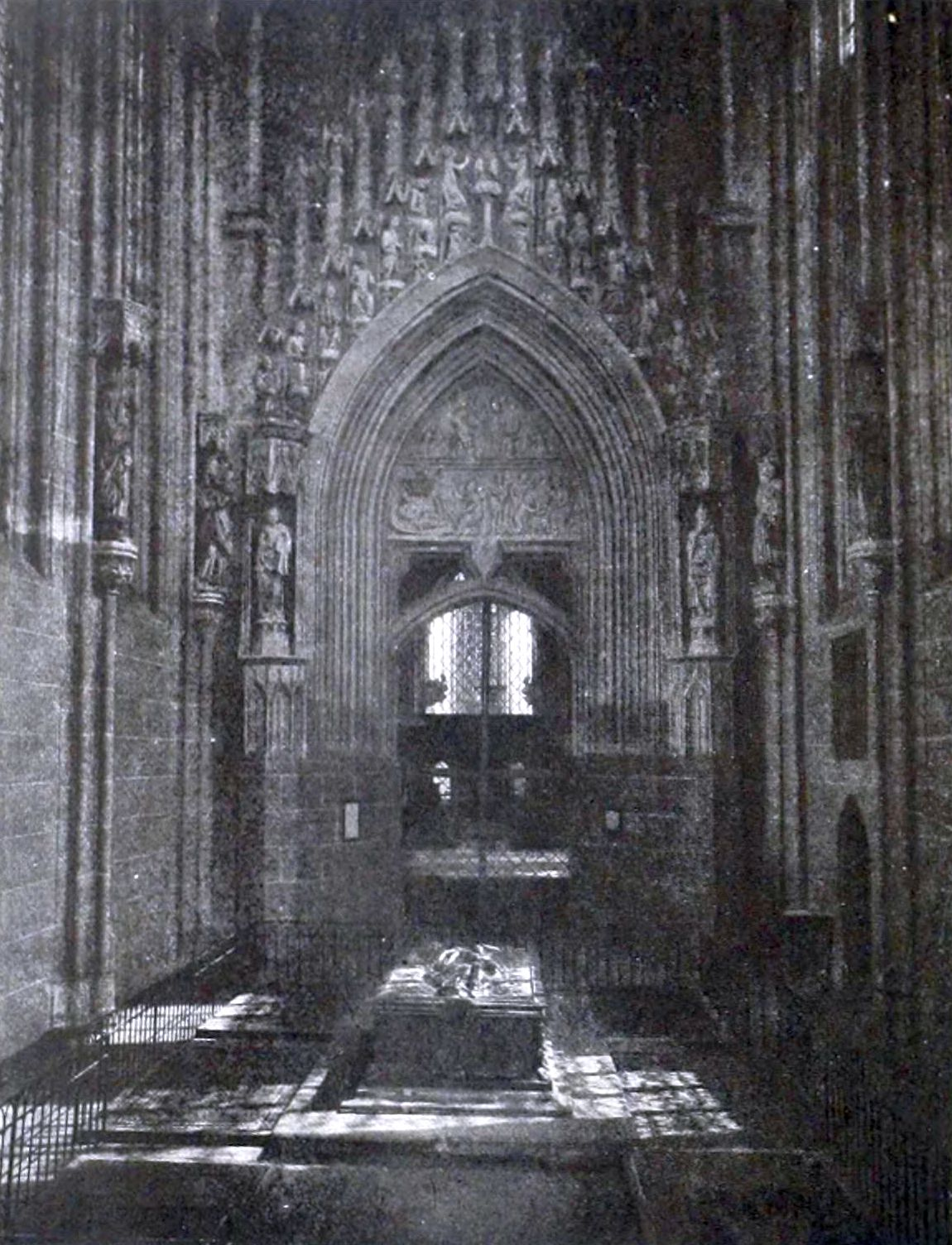
Grabkapelle Friedrichs I. im Meißner Dom

Als ältester Sohn Friedrichs III. regierte er nach dem Tod seines Onkels Wilhelm I. 1407 die Mark Meißen gemeinsam mit seinem Bruder Wilhelm II. und seinem Cousin Friedrich IV. dem Friedfertigen (der Jüngere, Sohn Balthasars). Nach Landesteilungen 1410 und 1415 erhielt er die Mark Meißen zur Alleinherrschaft. An der Seite des Königs Sigismund nahm er ab 1420 an den Hussitenkriegen teil, im August 1421 gelang ihm bei Brüx einer der wenigen militärischen Erfolge gegen die Hussiten. Für seinen Einsatz in diesem Konflikt wurde er am 6. Januar 1423 mit dem Herzogtum Sachsen-Wittenberg und der Pfalzgrafschaft Sachsen belohnt. Damit stieg Friedrich IV. als Friedrich I. zum Herzog und Kurfürsten auf. Allerdings gehörte er 1424 zeitweise zur Opposition der Kurfürsten, die sich gegen König Sigismund im Binger Kurverein zusammenschlossen. Diesem gelang es aber, Friedrich auf seine Seite zu bringen, was zur Schwächung des Bündnisses der Kurfürsten führte. Die Feier der Belehnung mit der Kurwürde erfolgte daher auch erst am 1. August 1425 zu Ofen.

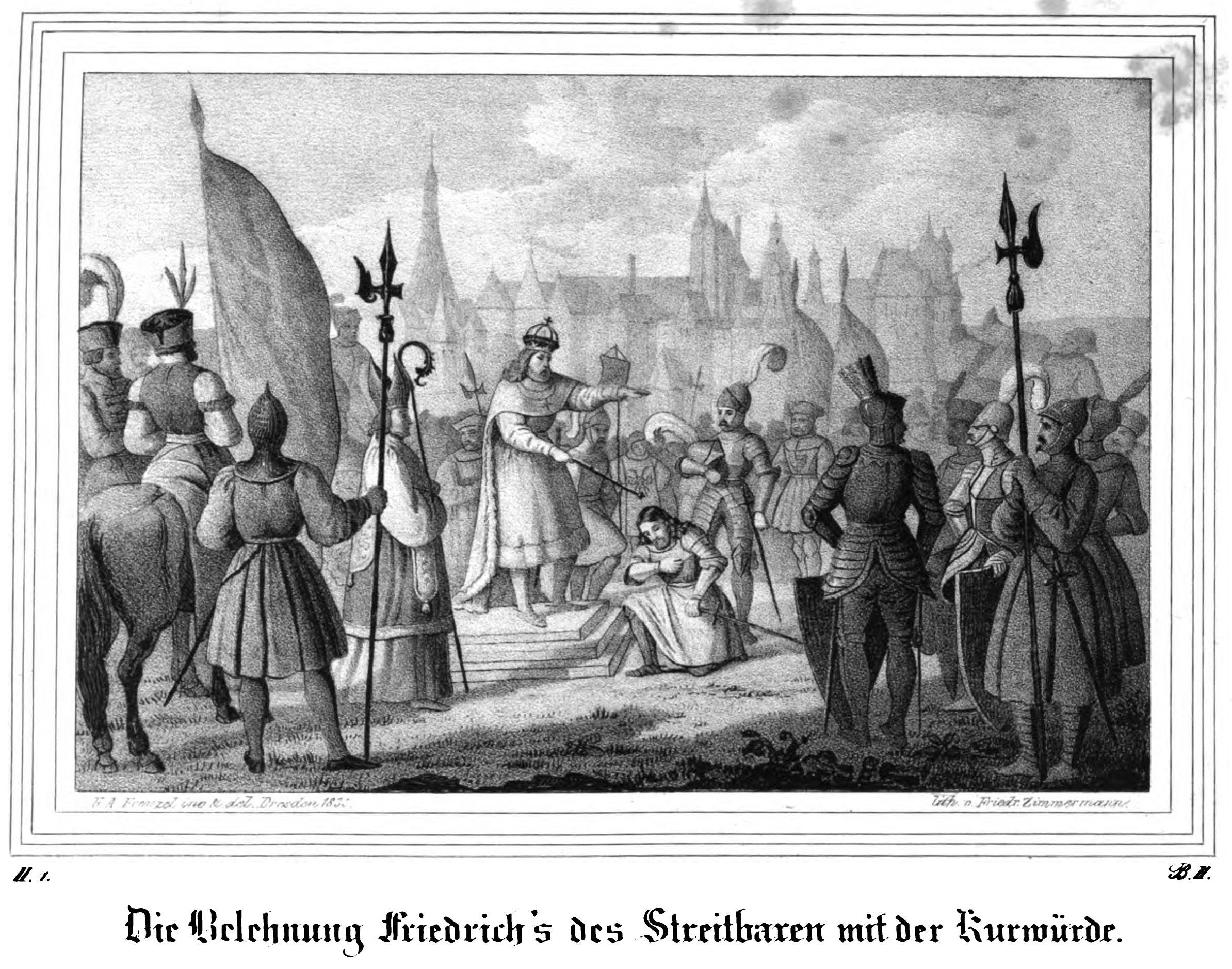
Die Belehnung Friedrich’s des Streitbaren mit der Kurwürde.

Nach dem Tod seines Bruders Wilhelm (1425) wurde Friedrich Herrscher über den gesamten wettinischen Besitz mit Ausnahme Thüringens. Infolge der vorherigen Ausgabenpolitik seines Onkels Wilhelm I., des Einäugigen, wurden Land und Bevölkerung in hohem Maße belastet. Zur Stützung der Groschenwährung wurden deshalb zeitweilig hochwertige Groschen ausgeprägt, die das Wertverhältnis zum rheinischen Gulden wie 20:1 aufwiesen und auffällige Münzbilder zeigten, wie die guthaltigen Helmgroschen. Erst 1412 gelang Friedrich jedoch die Stabilisierung der Groschenwährung in Gestalt der hochwertigen Schildgroschen aus der Münzstätte Freiberg, die er von 1425 bis 1428 nochmals unter seinem alleinigen Namen in der Münzstätte Gotha prägen ließ.
Als Friedrich 1428 starb, wurde er als erster Wettiner in der Fürstenkapelle des Meißner Doms beigesetzt.

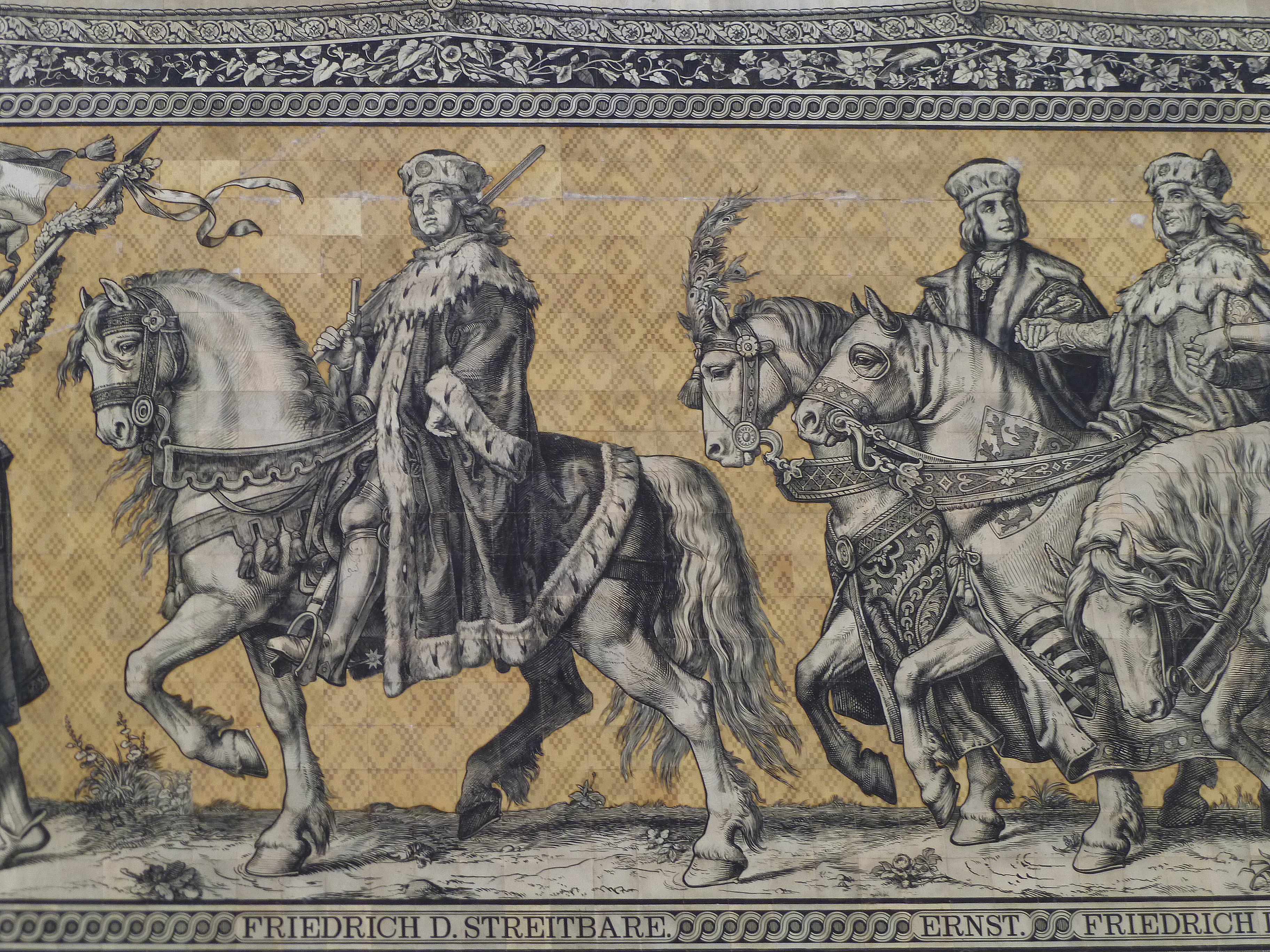
Friedrich der Streitbare (1381–1428), Ernst (1464–1486) und Friedrich der Sanftmütige (1428–1464); Fürstenzug, Dresden

In Leipzig gab es im Paulinerhof ein Relief und in der Wandelhalle eine Statue Friedrichs des Streitbaren. Eine 1907 zu Friedrichs Ehren geschaffene Bronzefigur des Denkmalsbrunnens in Ehrenfriedersdorf wurde im Zweiten Weltkrieg eingeschmolzen.

## Nachkommen
Friedrich I. heiratete am 7. Februar 1402 die siebenjährige Katharina von Braunschweig-Lüneburg (1395–1442), Tochter von Heinrich I. von Braunschweig-Lüneburg († 1416). Nach zehnjähriger Ehe war diese kinderreich:
- Friedrich II. (1412–1464)
- Sigismund (1416–1471), Bischof von Würzburg
- Anna (1420–1462) ⚭ Landgraf Ludwig I. von Hessen (1402–1458)
- Katharina (1421–1476) ⚭ Kurfürst Friedrich II. von Brandenburg (1413–1471), genannt „Eisenzahn“
- Heinrich (1422–1435)
- Wilhelm III. (1425–1482)